# Johann Peter Welter
Johann Peter Welter (* 29. März 1823 in Tünsdorf; † 29. Januar 1881 ebenda) war ein deutscher Gutsbesitzer und Politiker.

## Leben
Welter studierte 1842/1843 Rechtswissenschaft an der Ruprecht-Karls-Universität Heidelberg. Er war Gutsbesitzer in Tünsdorf, flüchtete 1849 nach Luxemburg und kehrte später wieder nach Tünsdorf zurück.
Vom 3. Januar bis 18. Juni 1849 war Welter für den Wahlkreis Rheinland in Merzig Mitglied der Frankfurter Nationalversammlung in der Fraktion Deutscher Hof.